# Droga wojewódzka nr 705
Droga wojewódzka nr 705 (DW705) – droga wojewódzka łącząca Śladów z Jeżowem. Przebiega w obrębie województw: mazowieckiego i łódzkiego, przez Puszczę Kampinoską i Puszczę Bolimowską
W 2023 roku na mocy uchwały sejmiku województwa łódzkiego w Skierniewicach trasa zmieniła swój przebieg. Mianowicie odcinek ul. Marii Skłodowskiej-Curie, od granicy miasta Skierniewice do ul. Widok został przeklasyfikowanay na drogę powiatową, zaś status drogi wojewódzkiej w jej miejsce został nadany ulicy Czerwonej.

## Miejscowości leżące przy trasie DW705
- Śladów (DW575)
- Tułowice
- Konary
- Sochaczew (DW580, DK50, DK92)
- Nowa Sucha
- Bolimowska Wieś
- Bolimów
- Skierniewice (DK70, DW707)
- Stare Rowiska
- Byczki
- Słupia
- Jeżów (DK72)